# Velimir Sombolac
Velimir Sombolac (cyr.: Beлимиp Coмбoлaц, ur. 27 lutego 1939 w Banja Luce, zm. 22 maja 2016 w Gradišce) – serbski piłkarz występujący na pozycji obrońcy. Reprezentant Jugosławii.

## Kariera klubowa
Sombolac karierę rozpoczynał w sezonie 1958/1959 w drugoligowym zespole FK Borac. W 1959 roku przeszedł do pierwszoligowego Partizana. W ciągu sześciu lat gry dla tego klubu, czterokrotnie zdobył z nim mistrzostwo Jugosławii (1961, 1962, 1963, 1965). Następnie grał w drużynach NK Olimpija Lublana, NK Orient oraz FK Borac, gdzie w 1973 roku zakończył karierę.

## Kariera reprezentacyjna
W reprezentacji Jugosławii Sombolac zadebiutował 1 stycznia 1960 w wygranym 5:0 towarzyskim meczu z Marokiem. W tym samym roku zdobył złoty medal na letnich igrzyskach olimpijskich. W drużynie narodowej rozegrał 5 spotkań, wszystkie w 1960 roku.